# كهيربرز بالا
كهيربرز بالا (بالفارسية: کهیربرز بالا) هي قرية تقع في قسم باهوكلات الريفي (مقاطعة تشابهار) في إيران. يقدر عدد سكانها بـ 573 نسمة بحسب إحصاء 2016.